# Budjala
Budjala este un oraș în  provincia Équateur, Republica Democrată Congo. În 2012 avea o populație de 22 147 de locuitori, iar în 2004 avea 18 375.